# Alūksne
Alūksne (do 1917 Marienburg) – miasto na Łotwie, stolica novadsu Alūksne, położone nad brzegiem jeziora Alūksne, w północno-wschodniej części kraju. Prawa miejskie uzyskało w 1920 r., a od 1950 r. było siedzibą rejonu, następnie novadsu o tej samej nazwie.
Połączone jest linią wąskotorową z Gulbene.

## Góra Zamkowa
Z Góry Zamkowej, najwyższego wzniesienia (217 m n.p.m.) nad jeziorem Alūksne, widoczne jest na drugim jego brzegu współczesne miasto. Na jeziorze znajduje się duża wyspa połączona z Alūksne mostem drogowym. We wczesnym średniowieczu na Górze Zamkowej mieścił się gród Liwów. Wymieniany jest on w XII-wiecznych kronikach Pskowa. Góra Zamkowa nazywana jest także Świętą Górą. Na szczycie wzgórza w pierwszej połowie XX w. ustawiona została kompozycja architektoniczna – kamienny krąg wsparty na kolumnach. Konstrukcja ta wykonana została w XIX w. dla upamiętnienia miejscowych baronów. i pierwotnie znajdowała się na cmentarzu. Na prawo od szczytu Świętej Góry (patrząc z Alūksne) w 1938 roku wybudowany (restaurowany 1995) został Most Słoneczny. Jest to most dla pieszych, łączący brzegi wąwozu utworzonego przez wody płynącego z góry strumienia.
Najprawdopodobniej tutaj wzniesiony został pierwszy drewniany zamek zakonu kawalerów mieczowych. Za górą dalej na północ znajduje się cmentarz miasta Alūksne. Cmentarz otoczony jest niskim kamiennym murem.

## Zamek na wyspie
Na wyspie współcześnie połączonej mostem drogowym z Alūksne wybudowany został zamek z kamieni. Decyzje o jego budowie podjął 25 marca 1342 mistrz zakonu Burhard I von Dreyleben. Zamek z lądem połączony był mostem zwodzonym. Było to ważne miejsce strategiczne na drodze handlowej z Rygi do Pskowa. Zamek wraz powstałą przy moście osadą nazwany został Marienburg od imienia Marii.
Zamek był siedzibą komturów, pierwszym z nich był Arnold I von Vietinghoff, późniejszy mistrz zakonu. Pod koniec roku 1390 zamek został spalony przez wojska księcia Witolda. W czasie I wojny północnej Marienburg zajęty został w 1560 przez wojska Iwana Groźnego, a następnie zniszczony przez wojska moskiewskie w 1577 roku. Po sekularyzacji zakonu kawalerów mieczowych w latach 1561–1629 Marienburg znajdował się w granicach Rzeczypospolitej Obojga Narodów, później w granicach Szwecji po rozejmie w Altmarku.
W czasie III wojny północnej w 1702 r. zamek oblegali Rosjanie. Szwedzki kapitan artylerii Wulf aby nie poddać zamku, wysadził go w powietrze.
Współcześnie wyspa zagospodarowana jest turystycznie i rekreacyjnie. W zachowanych w znacznej części murach obwodowych zamku urządzono amfiteatr na 3000 osób. Na wyspie znajduje się znany ośrodek sportów wodnych.

## Muzeum Biblii
Szwedzki generał gubernator Juhan Schitte Hinweise przeprowadził reformę Kościoła Luterańskiego. Dało to podstawę do podjęcia prac przez pastora Ernsta Glücka. Ernst Glück w Marienburgu w roku 1683 założył pierwszą szkołę, w której nauczano w języku łotewskim. Glück w roku 1689 przetłumaczył Pismo Święte na język łotewski (Biblia Glücka), a w roku 1694 Biblia ta została upowszechniona na terytorium współczesnej Łotwy.
Muzeum Biblii powstało w Alūksne w roku 1990, w budynku wybudowanym po 1908. Muzeum przypomina zasługi pastora Glücka dla rozwoju języka łotewskiego. Zgromadzone tu eksponaty ukazują najstarsze formy tego języka.

## W imperium rosyjskim
W roku 1702 Marienburg został zdobyty przez wojska rosyjskie dowodzone przez generał-marszałka Szeremietiewa. Wówczas pastor Glück wraz z rodziną oraz Marta Skowrońska, późniejsza caryca Katarzyna I wywiezieni zostali do Moskwy. Caryca Elżbieta podarowała Marienburg w roku 1750 swojemu kanclerzowi hrabiemu Woroncowowi. Od Woroncowa Marienburg odkupił graf Otto Hermann von Fŭtinghof.

## Pałac i park
Neogotycki pałac w Marienburgu wybudowany został w latach 1859–1863 na miejscu wcześniejszej budowli.
W pałacu mieszczą się: Muzeum Dziedzictwa Narodowego i Sztuki, Muzeum Przyrodnicze, Młodzieżowe Centrum Kultury i ekspozycja Szkoły Ceramicznej w Alūksne.
Przypałacowy park w Alūksne jest starszy niż obecny pałac. Ogród dendrologiczny w Alūksne ma takie znaczenie dla Łotwy jak arboretum w Kórniku dla Polski.

## Kościoły
- Kościół luterański w obecnej, licowanej kamieniami bryle, wybudowany został w latach 1781–1788. Kościół zaprojektował w klasycystycznym stylu architekt Christoph Haberland. Kościelna wieża, wysokości 55,5 m, dominuje nad miastem.
- Kościół katolicki w Alūksne, wybudowany został w 1999. Budowla jest odwzorowaniem kościoła w Gulbene.
- Cerkiew prawosławna zbudowana została z czerwonej cegły.

Do zabytkowych obiektów zalicza się również budynek szkoły średniej z połowy XIX wieku.

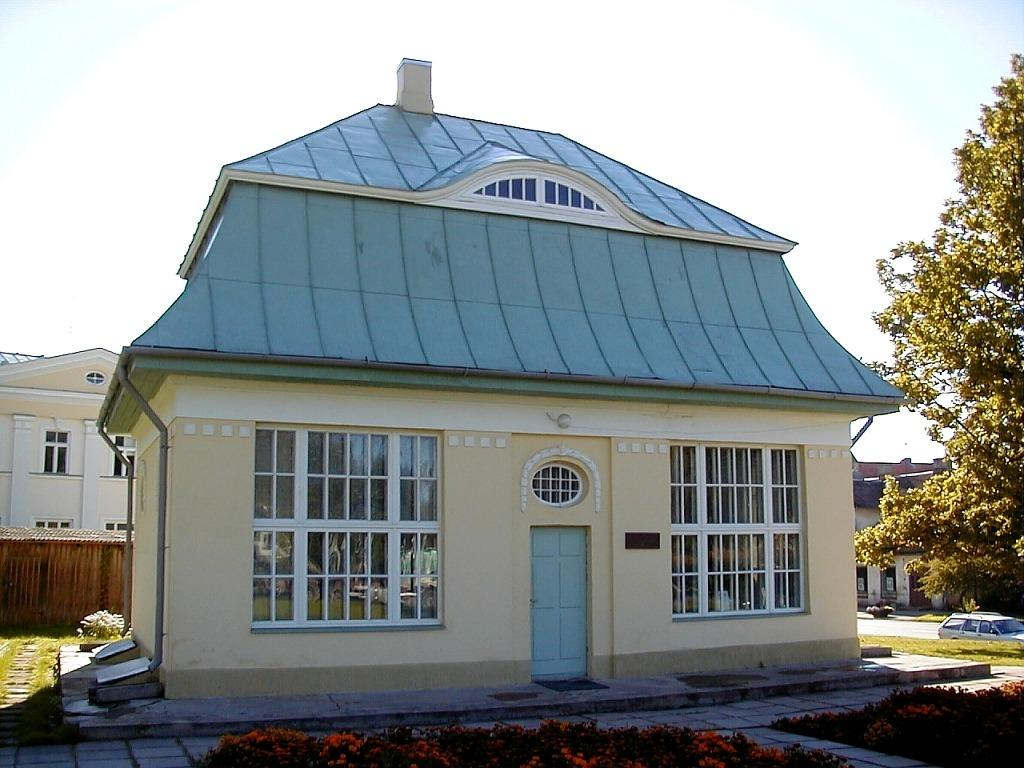
Muzeum Biblii i pamięci Ernsta Glücka
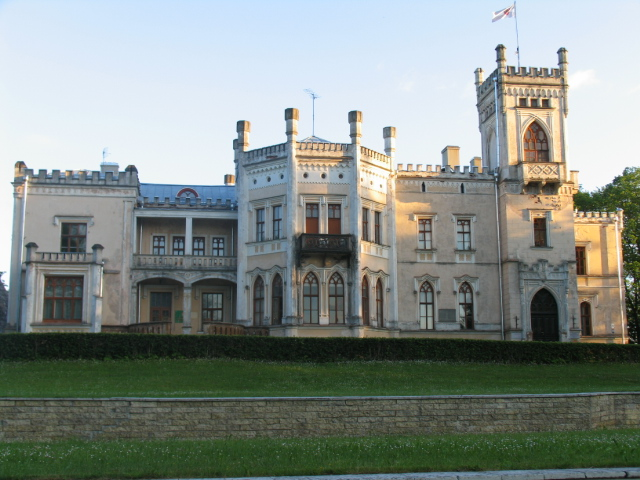
Neogotycki pałac
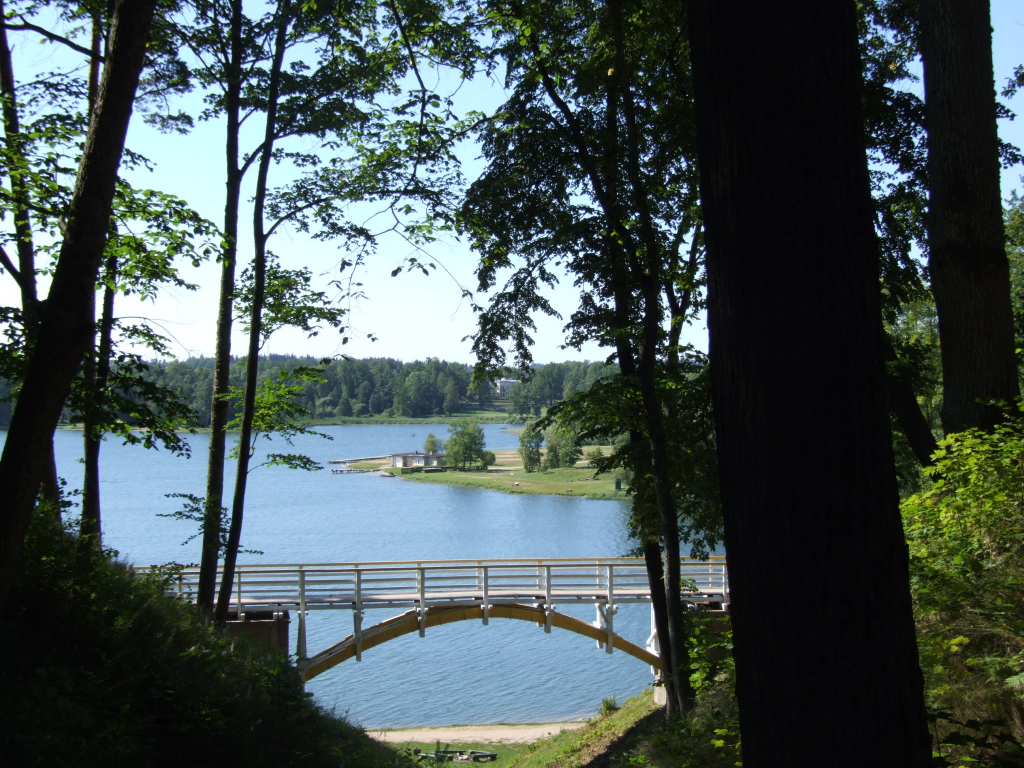
Most Słoneczny

## Miasta partnerskie
- Binnenmaas
- Sundbyberg
- Kuopio
- Võru